# Kolodiivka, Pidvolociîsk
Kolodiivka (în ucraineană Колодіївка) este localitatea de reședință a comunei Kolodiivka din raionul Pidvolociîsk, regiunea Ternopil, Ucraina.

## Demografie
Componența lingvistică a localității Kolodiivka
     Ucraineană (99,46%)
     Alte limbi (0,54%)
Conform recensământului din 2001, majoritatea populației localității Kolodiivka era vorbitoare de ucraineană (99,46%), existând în minoritate și vorbitori de alte limbi.